# Baby Be Mine
Baby Be Mine – utwór amerykańskiego piosenkarza Michaela Jacksona, pochodzący z szóstego albumu studyjnego piosenkarza zatytułowanego Thriller z 1982 roku.
W 1987 roku utwór pojawił się na stronie B singla „I Just Can’t Stop Loving You”.
Swoją wersję utworu nagrali m.in. holenderska piosenkarka Trijntje Oosterhuis i brytyjski zespół The Chap.

## Informacje
- Rod Temperton – słowa i muzyka
- Quincy Jones – produkcja
- Greg Phillinganes – instrumenty klawiszowe, syntezator
- Michael Boddicker, David Paich – syntezator
- Steve Porcaro, Brian Banks, Anthony Marinelli – programowanie syntezatorów
- David Williams – gitara
- N'dugu Chancler – perkusja
- Jerry Hey, Gary Grant – trąbka, skrzydłówka
- Larry Williams – saksofon, flet
- Bill Reichenbach – puzon
- Rod Temperton – aranżacja wokalna i rytmiczna, aranżacja syntezatorów
- Jerry Hey – aranżacja sekcji dętej: